# Абу Умар Ташуфин
Абу Умар Ташуфин ибн Али, или Абу Умар Ташуфин (ум. 1362) — маринидский султан Марокко в 1361—1362 годах

## Биография
Абу Умар Ташуфин принял трон в 1361 году. Его правление пришлось на период ослабления и смуты в государстве Маринидов, когда визири из рода Ваттасидов меняли султанов в своих интересах.
В 1362 году Абу Умара Ташуфина сменил возвращённый на трон Мухаммад II ас-Саид.